# تیرزن
تیرزن (نام علمی: Proconiini) نام یک تبار از تیره زنجرک است.